# 109-я отдельная бригада территориальной обороны
109-я отдельная бригада территориальной обороны (укр. 109-та окрема бригада територіальної оборони, сокр. 109 ОБрТрО, в/ч А7037) — формирование сил территориальной обороны Украины, базирующееся в Донецкой области.

## История
26 апреля 2018 на заседании коллегии Донецкой областной государственной администрации утвердили программу формирования бригады терробороны. На реализацию программы в 2018-2019 годах запланировали направить 23,6 млн гривен, в том числе из областного бюджета – 5 млн грн, 4 млн грн – из бюджета районов, остальные – из бюджетов городов и объединенных территориальных общин.
В конце сентября того же года в Донецкой области закончили формирование 109-й бригады территориальной обороны. На сегодняшний день в Донецкой области сформировано шесть батальонов терробороны в городах Краматорск, Бахмут, Покровск, Марьинка, Волноваха, Мариуполь. В Мариуполе базируется управление бригады. Состав Донецкой бригады насчитывает 3,5 тысячи военнообязанных, приписанных к своим военкоматам.
25—29 сентября 2018 года 109-я бригада территориальной обороны провела учебное собрание в Бахмуте. В течение пяти дней в полевых условиях резервисты учились, как действовать при захвате зданий, выявить в лесу тайник, совершенствовали навыки стрельбы.
В ходе вторжения России на Украину бригада участвовала в обороне Мариуполя, а также в последующей осаде «Азовстали».

## Структура
- Управление бригады
- 104-й отдельный батальон территориальной обороны
- 105-й отдельный батальон территориальной обороны "Волноваха"
- 106-й отдельный батальон территориальной обороны
- 107-й отдельный батальон территориальной обороны
- 108-й отдельный батальон территориальной обороны
- 109-й отдельный батальон территориальной обороны
- Рота противодиверсионной борьбы
- Рота материально-технического обеспечения
- Узел связи
- Зенитный взвод

## Командование
Командир
- Полковник Андрей Галдак (2018 — 2019 годы)

Начальник штаба — первый заместитель командира
- Подполковник Александр Красилов (2019)[12].